# 玉江站

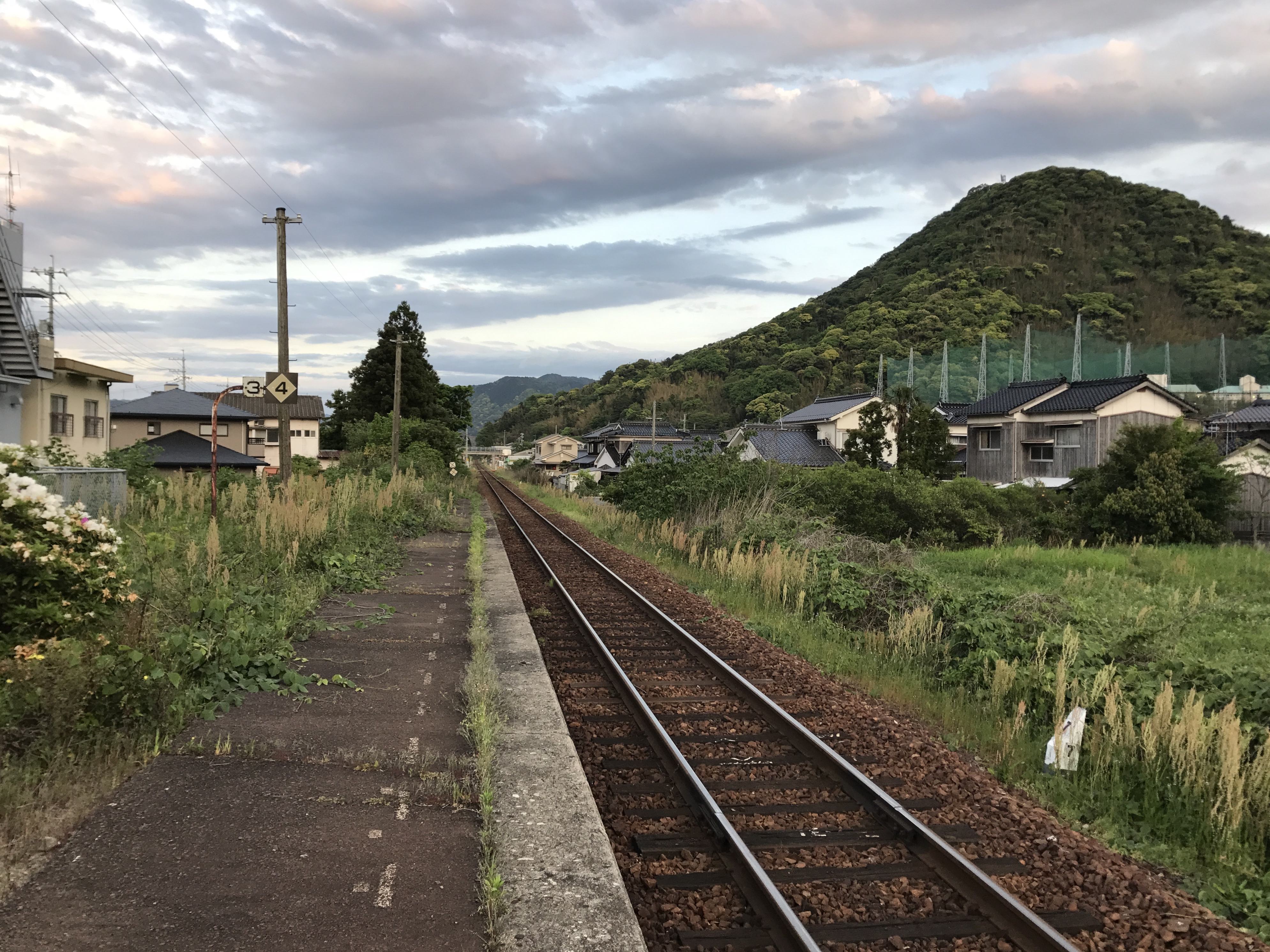
在月台上望向萩方向

玉江站（日语：／ Tamae eki */?）是位於山口縣萩市大字山田字西沖田，西日本旅客鐵道（JR西日本）的山陰本線車站。
曾經此站是急行「三瓶」「長門」停車站。在1997年3月22日時間表修正後，在此路段上行走的急行列車全部取消，以後只有普通列車停站。

## 歷史
- 1925年（大正14年）4月3日 - 國有鐵道美禰線長門三隅站至萩站之間之間開業，此站啟用。為客運和貨運車站。
  - 當時車站地址為山口縣阿武郡萩町大字山田字西沖田。
- 1932年（昭和7年）7月1日 - 萩町實施市制，萩市（第一次）成立，車站地址為山口縣萩市大字山田字西沖田。
- 1933年（昭和8年）2月24日 - 包含此站在內，部分美禰線編入至山陰本線，成為山陰本線車站。
- 1963年（昭和38年）2月1日 - 終止貨物起卸業務。
- 1987年（昭和62年）4月1日 - 伴隨國鐵分割民營化，車站由西日本旅客鐵道（JR西日本）營運。
- 2005年（平成17年）3月6日 - 隨著萩市（第二次）成立，車站地址為現時位置。
- 2013年（平成25年）7月28日 - 發生暴雨（日语：平成25年7月28日の島根県と山口県の大雨），包含此站在內，益田站至長門市站之間暫停服務。（包含此站在內，奈古站至長門市站之間在同年8月4日重開。）

## 車站構造
車站是一座地面車站，設有1面1線的單式月台，長門市方向的列車會開啟右邊車門。
車站由長門鐵道部管理的無人車站。車票曾經可在車站大樓內的Kiosk購買，截至2007年（平成19年）1月Kiosk已經結業。車站沒有自動售票機等設備。

## 使用狀況
以下為近年1日平均乘車人次列表：
| 乘車人次變化 | 乘車人次變化    |
| 年度         | 1日平均乘車人次 |
| ------------ | --------------- |
| 1999         | 309             |
| 2000         | 304             |
| 2001         | 312             |
| 2002         | 315             |
| 2003         | 300             |
| 2004         | 285             |
| 2005         | 280             |
| 2006         | 258             |
| 2007         | 247             |
| 2008         | 223             |
| 2009         | 230             |
| 2010         | 219             |
| 2011         | 198             |
| 2012         | 158             |
| 2013         | 152             |
| 2014         | 135             |
| 2015         | 127             |
| 2016         | 119             |
| 2017         | 118             |
| 2018         | 130             |

## 車站周邊
車站位於萩市中心西邊，市中心與車站相隔橋本川。此站較接近萩市中心西北方，在該處設有萩城、指月公園、城下町。但是此站距離城下町1公里以上，因此設有巴士路線連接城下町（萩循環圈巴士）。由於車站附近沒有主要設施，因此較少觀光客使用此站。反而較多學生使用，這是由於車站鄰近萩市內的高校（萩高校、萩商工）。
- 萩城遺蹟（國家指定歷史遺蹟）
- 萩城城下町（國家指定歷史遺蹟）
- 指月山（日语：指月山）（國家指定自動紀念物）
- 舊厚狹毛利家（日语：厚狭毛利家）萩屋敷長屋（國家指定重要文化財產）
- 國家指定重要傳統建築物群保育地區（平安古地區、堀內地區）
- 天樹院（毛利輝元墓地）
- 菊濱海灘（日语：菊ヶ浜海水浴場）
- 萩博物館
- 山口縣立萩高等學校（日语：山口県立萩高等学校）
- 萩青年旅舍（日语：萩ユースホステル）（步行15分鐘）

## 巴士路線
- 萩循環圈巴士（日语：萩循環まぁーるバス）西回

## 相鄰車站
西日本旅客鐵道
■山陰本線
萩－玉江－三見

## 注腳
1. ↑  山口縣統計年鑑

## 外部連結
- 玉江｜車站資訊：JR出門網 - 西日本旅客鐵道